# Tülay Hatimoğulları Oruç
Tülay Hatimoğulları Oruç, née en 1977, est une économiste et femme politique turque. Elle est coprésidente du Parti de la refondation socialiste (SYKP) et membre de la Grande Assemblée nationale de Turquie.

## Jeunesse et éducation
Tülay Hatimoğulları Oruç est née à Samandag dans la province de Hatay en 1977 et étudie l'économie à l'Université Anadolu.

## Carrière politique
Son adhésion au socialisme politique se définit au lycée. Tülay Hatimoğulları Oruç est élue coprésidente du SYKP en 2016. Lors des élections législatives de juin 2018, elle est élue à la Grande Assemblée nationale de Turquie, représentant la province d'Adana pour le Parti démocratique des peuples (HDP). Le 17 mars 2021, le procureur de la République turque près la Cour de cassation, Bekir Şahin (en), dépose une plainte devant la Cour constitutionnelle exigeant pour elle et 686 autres hommes politiques une interdiction de cinq ans d'activités politiques.

### Opinions politiques
En tant que co-présidente de la commission religion et foi du HDP, elle défend la protection des droits culturels des minorités en Turquie selon le traité de Lausanne de 1923. Elle s'oppose aussi au déploiement de troupes turques en Libye. Elle est également d'avis que le Kurdistan existe, ce qui déclenche en novembre 2021 une discussion trilatérale entre elle, son collègue Garo Paylan et le ministre turc de la Défense Hulusi Akar qui nient l'existence d'un Kurdistan, que ce soit en Turquie ou en Irak. Lorsqu'en mai 2022 plusieurs représentations d'artistes kurdes sont interdites, elle demande des informations sur l'existence d'un ordre du gouvernement turc interdisant de telles représentations.

## Vie privée
Elle est élevée dans une famille arabe et s'identifie comme féministe et alévie.